# Etienne François Xavier des Michels de Champorcin

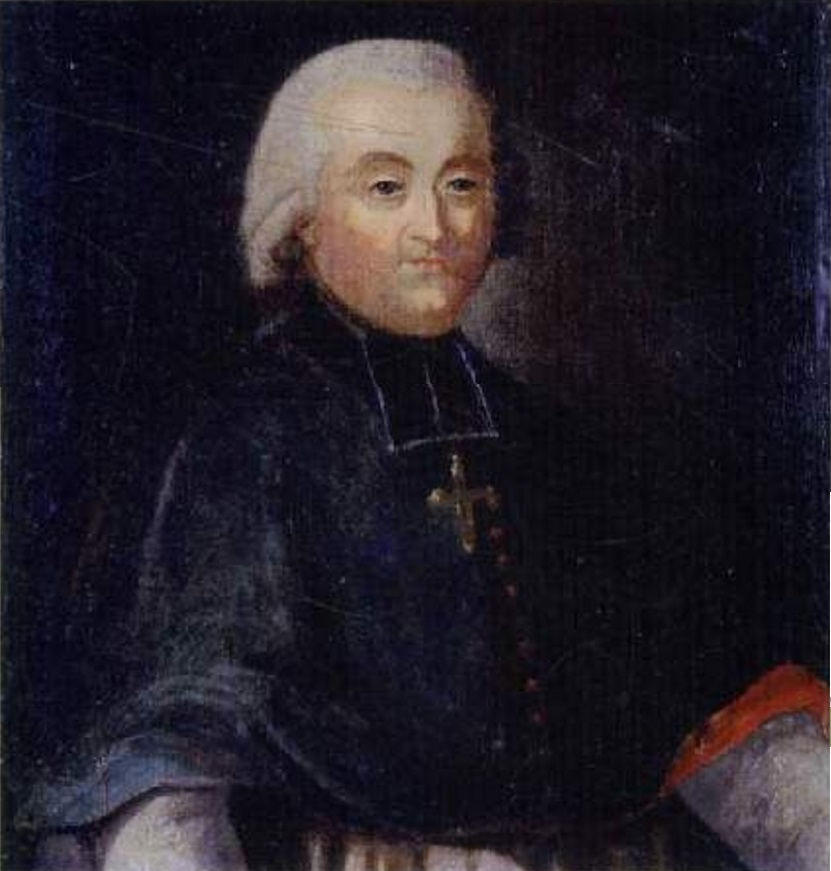
des Michels de Champorcin, een Provençaalse prelaat in Lotharingen

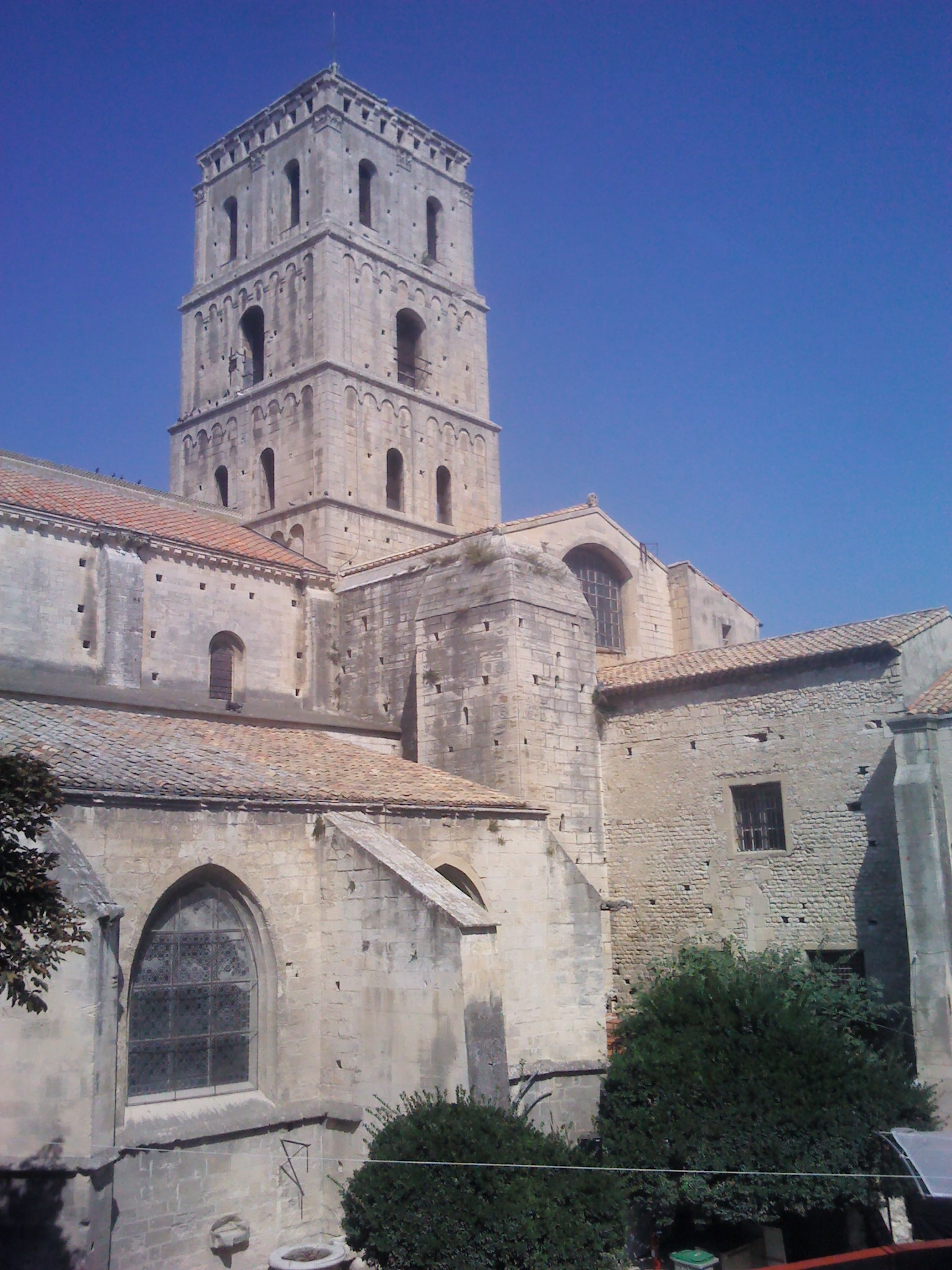
In het aartsbisdom Arles was hij vele jaren actief

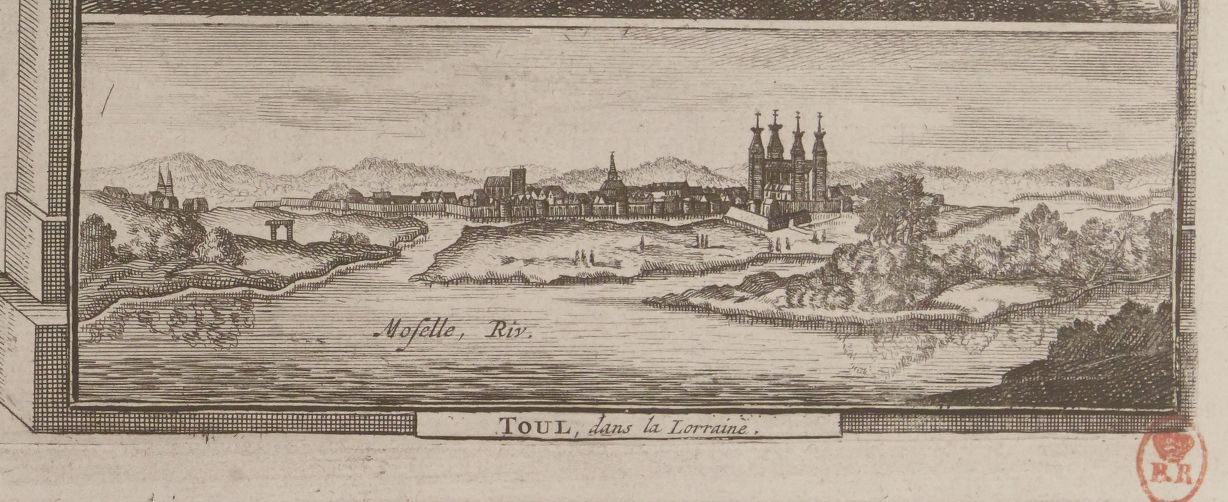
Zicht op Toul aan de Moezel in de 18e eeuw

Etienne François Xavier des Michels de Champorcin (Champorcin, 16 september 1721 – Gagny, 19 juli 1807) was bisschop van Senez (1771-1773) en de laatste prins-bisschop van Toul (1773-1807). Hij is bekend door, aan de vooravond van de Franse Revolutie, het kapittel van Toul volledig met edellieden te benoemen.

## Levensloop

### Jonge jaren
Hij werd geboren in Champorcin, parochie van La Javie in de Provence (1721). La Javie was gelegen in het bisdom Digne. Zijn ouders waren Henri des Michels de Champorcin, heer van Champorcin, La Javie, Chaudol en Sainte-Colombe en gouverneur van de stad Digne, en Thérèse de Brouchier. Champorcin werd priester in het aartsbisdom Arles en werkte er vele jaren als aartspriester.

### Bisschop van Senez
Koning Lodewijk XVI van Frankrijk benoemde hem tot bisschop van Senez in de Provence (1771). Champorcin bleef maar korte tijd in dit minuscule bisdom en verrichtte er nauwelijks iets (1773).

### Bisschop van Toul
In 1773 benoemde Lodewijk XVI de Provençaalse prelaat Champorcin tot bisschop van Toul. Hij kende dit bisdom niet. De bisschoppen van Toul noemden zich prins-bisschop en prins van het Rooms-Duitse Rijk, alhoewel Frankrijk formeel de Trois-Evêchés waaronder Toul, bestuurde sinds 1648. De prinselijke of grafelijke titels van Toul waren daarom eretitels. 
De bevolking van Toul wist dat Champorcin zich in het geheim akkoord verklaard had om 2 nieuwe bisdommen te laten afscheuren van Toul: het ging om de oprichting van het bisdom Nancy en het bisdom Saint-Dié in Lotharingen. Dit zagen ze in Toul met lede ogen gebeuren, doch Champorcin zette het koninklijk plan door. Hij zaaide nog meer tegenkanting door te eisen dat elke kanunnik minstens 3 generaties met adellijke voorouders moest hebben (1776). Een adellijk kapittel paste volgens Champorcin in het kader van het prinselijk prestige van Toul. Champorcin wou van geen compromis weten (1777). 
De ideeën van de Franse Revolutie begonnen te gisten in Toul. In 1790 vierde Toul de 1e verjaardag van de bestorming van de Bastille. Bisschop Champorcin zong een Te Deum in de kathedraal van Toul. Het was zijn laatste ceremonie. Het revolutionair bestuur in Parijs legde de vrijheid van de clerus aan banden, iets wat Champorcin afwees. Hij verliet Toul (1791). Na het Concordaat van 1801 bleef het bisdom Toul weliswaar bestaan doch bisschop Champorcin leefde in ballingschap. Hij stierf in 1807 in Gagny, nabij Versailles. Hij was 86 jaar. 

## Graf
Champorcin, de laatste bisschop van Toul, werd in een anoniem graf gelegd op het parochiekerkhof van Gagny. Een achterneef, graaf van Laugier-Villars, liet later een graf met naam bouwen voor hem, ook in Gagny (1839). Het bisdom Toul was ondertussen afgeschaft en opgeslorpt door het bisdom Nancy (1824).
- Bibliothèque nationale de France: cb137574149 (data)
- Gemeinsame Normdatei: 123996570
- International Standard Name Identifier: 0000 0000 1802 6883
- Système universitaire de documentation: 086245643
- Virtual International Authority File: 13230859
- WorldCat: E39PBJjXjTfFQp7VB7wFcW83cP